# Scott McLaughlin
Scott Thomas McLaughlin (Christchurch, 10 de junho de 1993) é um automobilista neozelandês que atualmente compete na IndyCar Series pela equipe Team Penske.

## Carreira

### IndyCar Series
Em 5 de fevereiro, a Team Penske anunciou que McLaughlin disputaria o Grande Prêmio de Indianápolis por meio de uma quarta entrada da equipe.